# 1998 KE66
1998 KE66, também escrito como 1998 KE66, é um objeto transnetuniano (TNO) que está localizado no cinturão de Kuiper, uma região do Sistema Solar. Este corpo celeste é classificado como um cubewano. Ele possui uma magnitude absoluta (H) de 9 e, tem um diâmetro estimado com cerca de 70 km.

## Descoberta
1998 KE66 foi descoberto no dia 29 de maio de 1998 pelos astrônomos R. L. Allen, M. Jarvis e G. Bernstein.

## Órbita
A órbita de 1998 KE66 tem uma excentricidade de 0.000 e possui um semieixo maior de 42.063 UA. O seu periélio leva o mesmo a uma distância de 42.063 UA em relação ao Sol e seu afélio a 42.063.